# 加州海獅
加州海獅是一種原產北太平洋的海獅品種。雄性長大後可達2.4米長，重300公斤；雌性長大後則有2米長，100公斤重。
加州海獅的食物廣泛，主要有魚、魷魚等海鮮，偶有機會亦會捕食海鳥。
加州海獅群是最大型的哺乳動物群之一。雄性海獅於每年6月初何會建立地盤。雌性則於6月中才會來到，一兩天後便交配。誕下小海獅約一星期後，成年海獅又可再次交配。加州海獅的乳汁也是所有哺乳動物當中唯一一種不含乳糖成份的。
加州海獅經訓練后，可在馬戲團、海洋公園表演，也正因為海獅行動敏捷，美國海軍可以利用它們捆綁敵方潛水員。
在美國舊金山三十九號碼頭（漁人碼頭）外，人們常常可以近距離看到不少加州海獅享受日光浴。

## 亞種
加州海獅可分多3個亞種：
- 加州海獅（Zalophus californianus californianus），分布於北美洲近太平洋沿岸沙灘生活.
- 加拉巴戈海獅（Zalophus californianus wollebaeki）)
- 日本海獅（Zalophus californianus japonicus），現已絕種。

雖然加州海獅受到美國海洋哺乳動物保護條例（U.S. Marine Mammal Protection Act）的保護，但是牠們的既數目亦因有所增加，而對人類及其他野生動物有影響。牠們在三藩市灣有破壞船隻及襲擊游客的記錄。而牠們所捕食的魚類中部份品種亦因此瀕臨絕種。

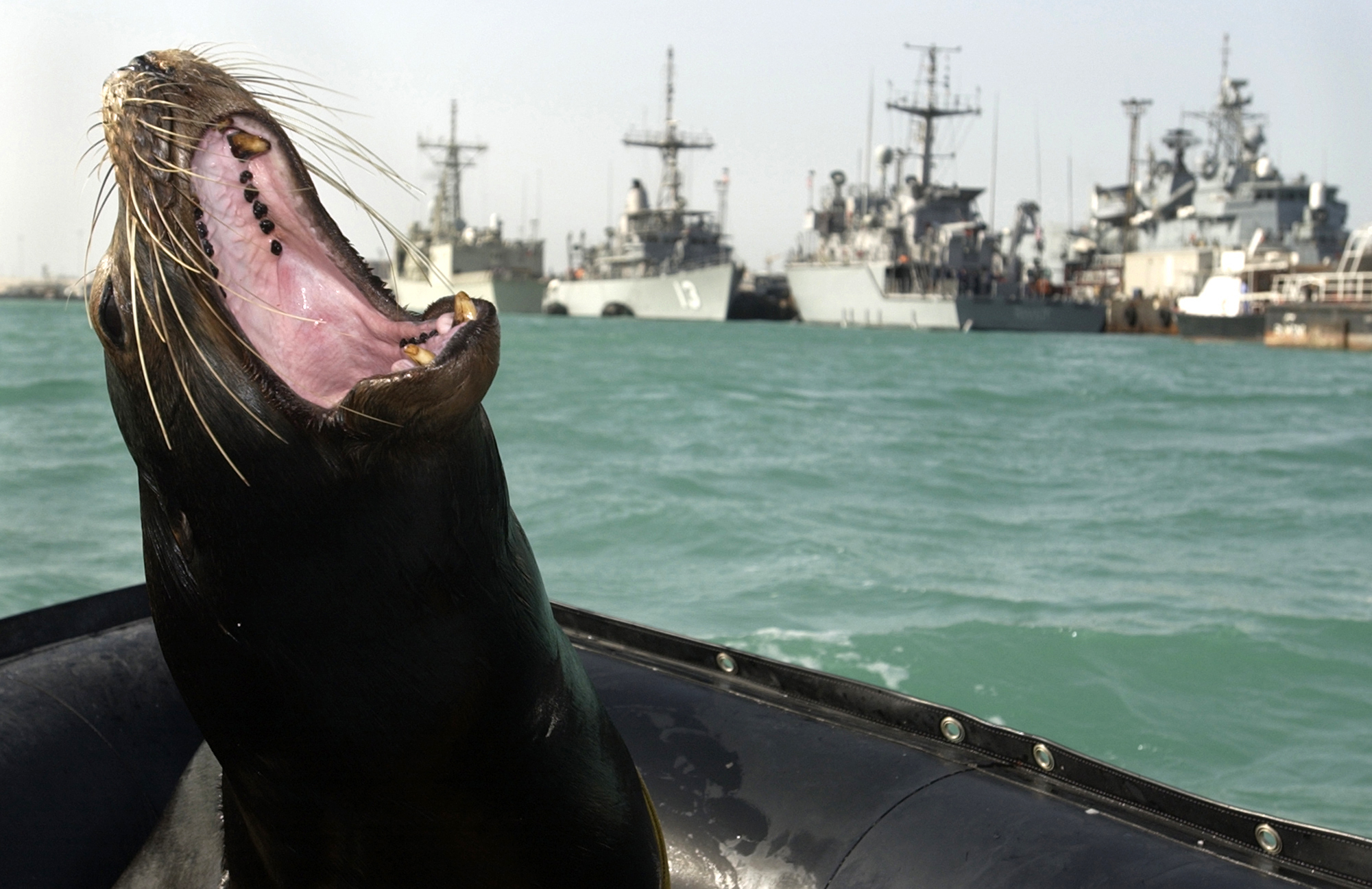
一隻海獅響美國海軍附近「駐守」
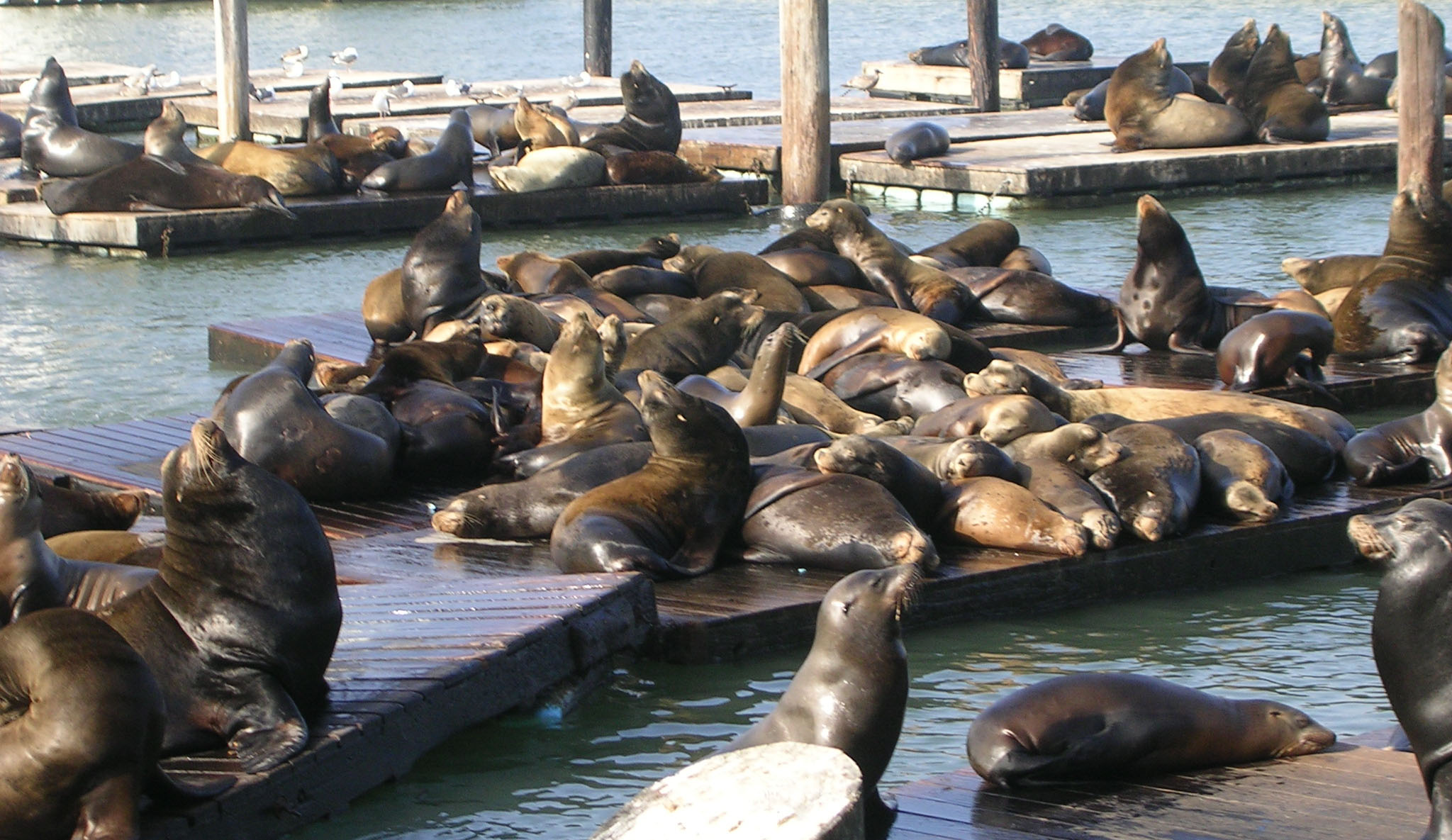
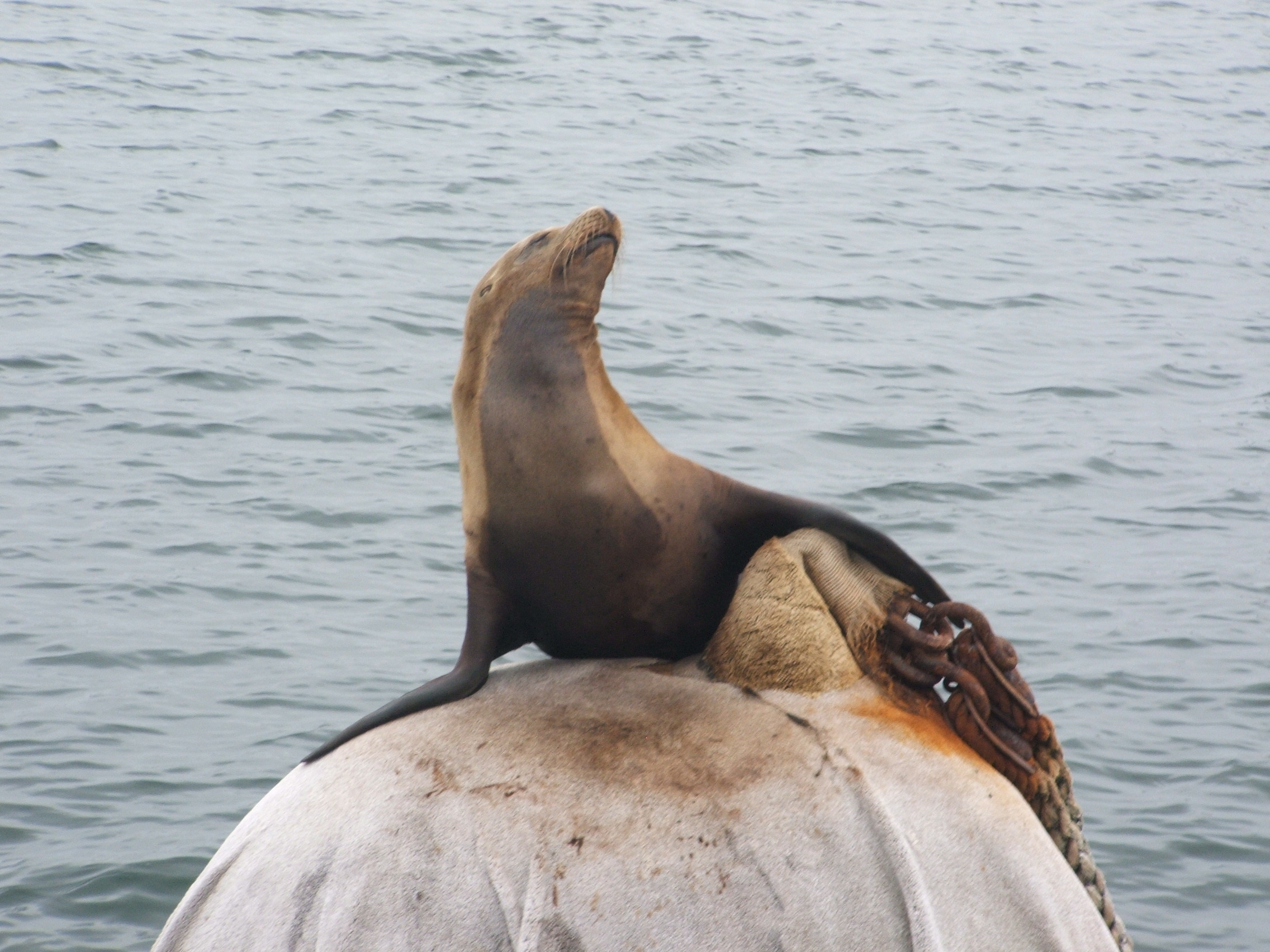
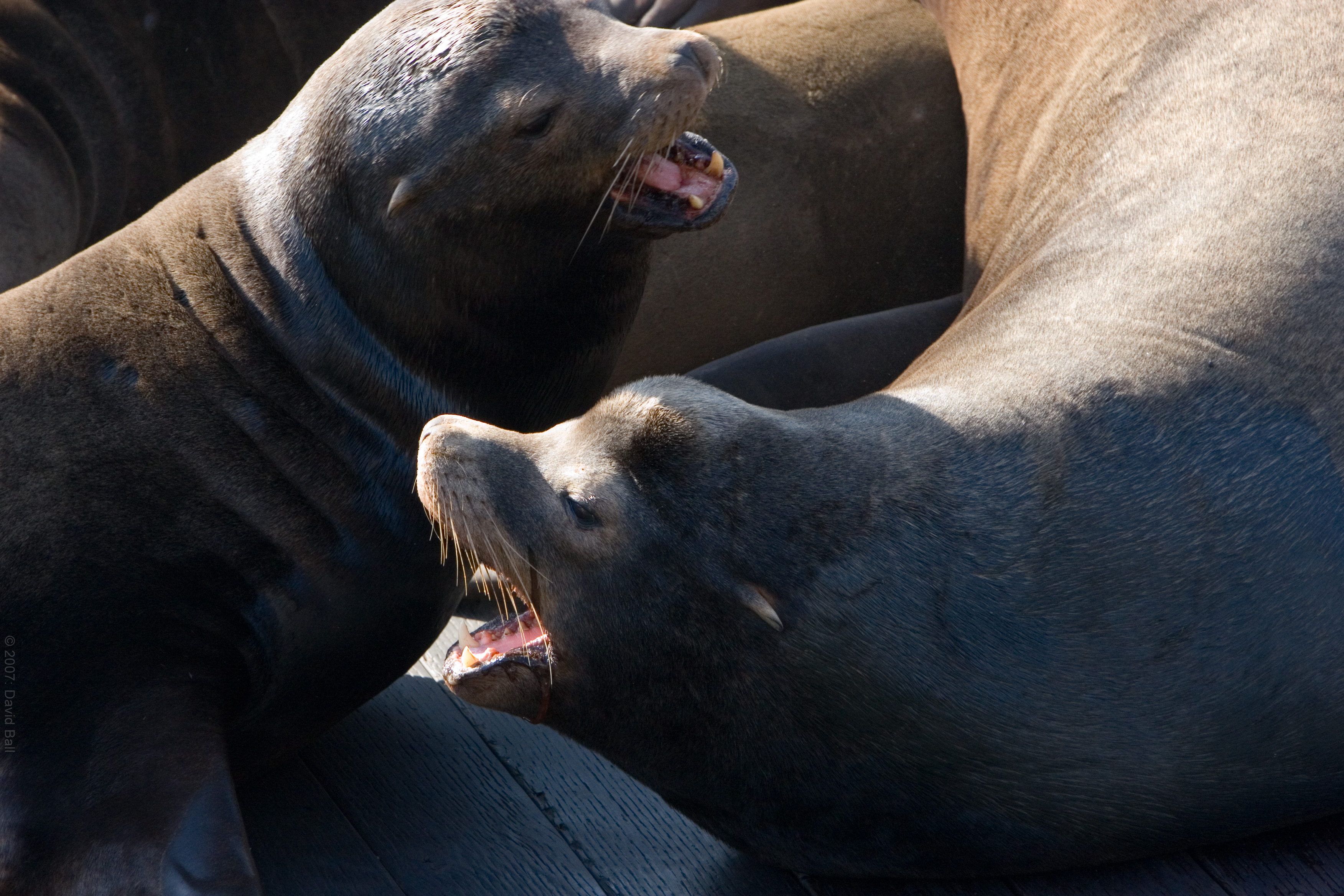
在Pier 39休息的加州海獅
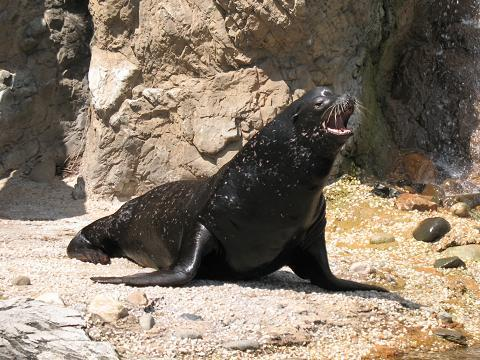
紐約皇后動物園裏面養的加州海獅